# Dichopetala acambarensis
Dichopetala acambarensis är en insektsart som beskrevs av Márquez Mayaudón 1958. Dichopetala acambarensis ingår i släktet Dichopetala och familjen vårtbitare. Inga underarter finns listade i Catalogue of Life.